# Parque Arqueológico de Posillipo
El Parque Arqueológico-ambiental de Posillipo (o del Pausilypon) es un área arqueológica de la ciudad de Nápoles, Italia. Está ubicado en el barrio de Posillipo, con una entrada en Discesa Coroglio, a través de la imponente Gruta de Sejano, y fue abierto al público en 2009.

## Historia

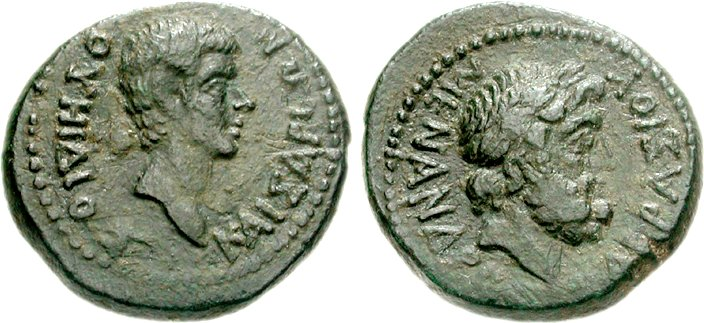
Publio Vedio Polión (a la izquierda).

Tras la batalla de Accio (31 a. C.), el équite Publio Vedio Polión decidió pasar sus últimos años en aquel precioso lugar entre la Isla de la Gaiola y la Bahía de Trentaremi llamado en grieco Pausilypon (Posillipo), que significa literalmente "tregua del peligro" o "que hace cesar el dolor", debido a su belleza. Al lado de la villa, mandó construir también un teatro con capacidad para 2000 espectadores, un odeón para pequeños espectáculos, un ninfeo y un complejo termal.
Las estructuras de la imponente Villa se extienden hasta por debajo del nivel del mar y, desde 2002, están protegidas por la creación del adyacente Parque Sumergido de Gaiola, un área marina protegida que incluye todo el espejo ácueo al pie del cabo de Trentaremi y alrededor de las islas de la Gaiola.
Los restos de otras domus romanas pueden verse en Marechiaro, a lo largo de la playa, o en Calata Ponticello, subiendo por el burgo, donde se encuentran una columna con basa jónica y una hornacina de opus latericium. En el arrecife es posible admirar los restos del "Palacio de los Espíritus", también llamado "Villarosa". Continuando a lo largo de la costa, hacia el oeste, se ubica el perímetro de la Escuela de Virgilio, donde se creía que el poeta Virgilio practicaba las artes mágicas.
El Parque fue reabiarto al público tras las obras de restauración en 2009 para la kermesse "Mayo de los monumentos", también gracias a la colaboración del "Centro Estudios Interdisciplinarios Gaiola" (CSI Gaiola). Actualmente dispone de itinerarios guiados para los turistas y de talleres educativos para las escuelas desarrollados por el CSI Gaiola.

## Descripción
El Parque ofrece numerosos testimonios arqueológicos en uno de los lugares más pintorescos de la metrópoli napolitana.
Entre los hallazgos arqueológicos más importantes destacan la Gruta de Sejano, el Parque Sumergido de Gaiola, la Villa Imperial de Pausilypon, el teatro, el odeón y el Palacio de los Espíritus.

### La Gruta de Sejano

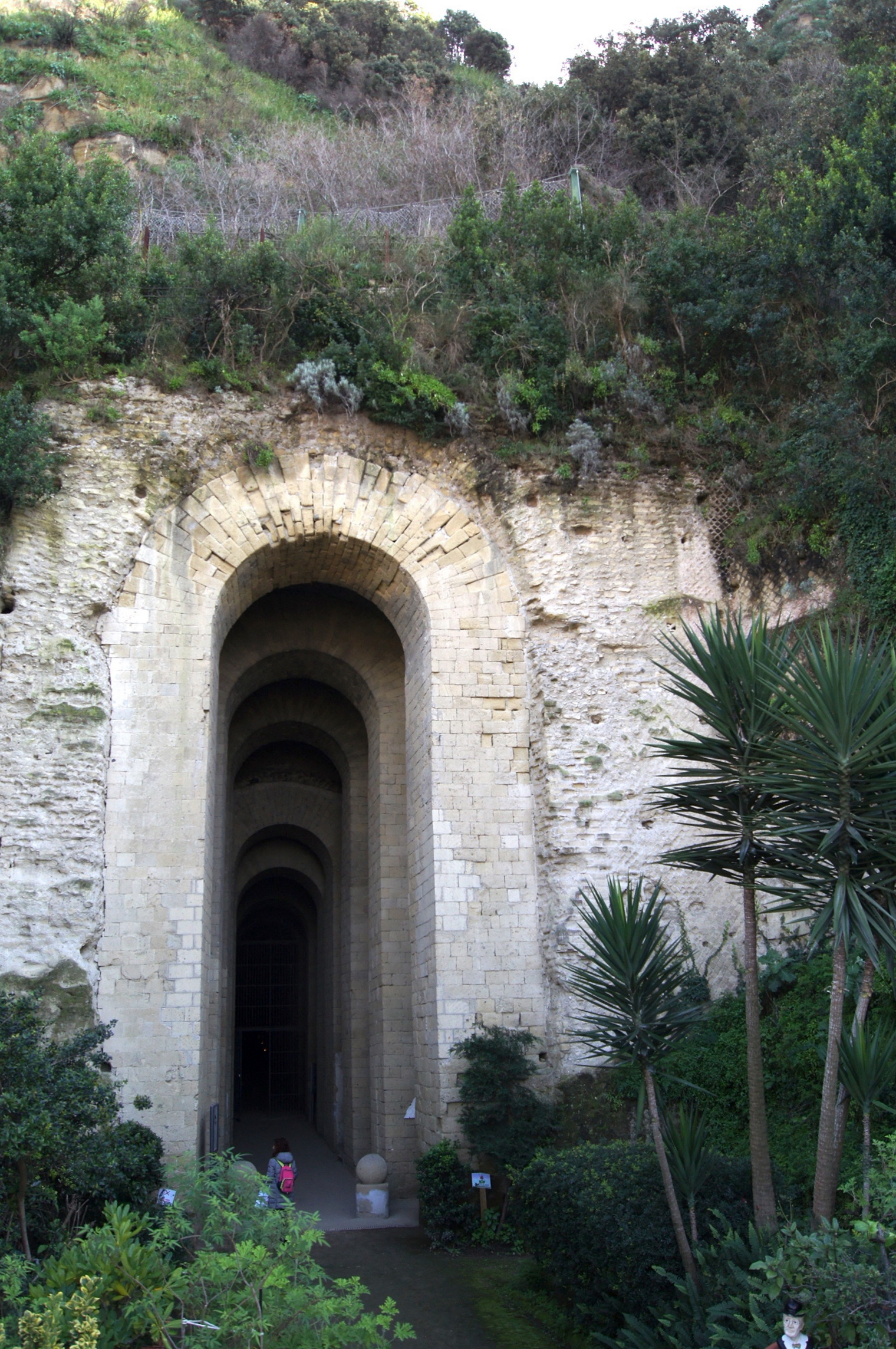
Entrada de la galería.

La Gruta de Sejano es un túnel de 770 m de longitud, excavado en época romana en la toba de la colina de Posillipo, que conecta la llanura de Bagnoli con el barranco de la Gaiola, pasando por la Bahía de Trentaremi.
Su nombre se debe a Lucio Elio Seiano, prefecto de Tiberio, quien, según la tradición, en el siglo I le encargó la ampliación y consolidación de una galería preexistente, construida unos cincuenta años atrás por el arquitecto Lucio Coceyo Aucto bajo las órdenes de Marco Vipsanio Agripa para conectar la villa de Publio Vedio Polión y las otras villas patricias de Pausilypon con los puertos de Puteoli y Cumas.

### La Villa Imperial de Pausilypon, el teatro y el odeón

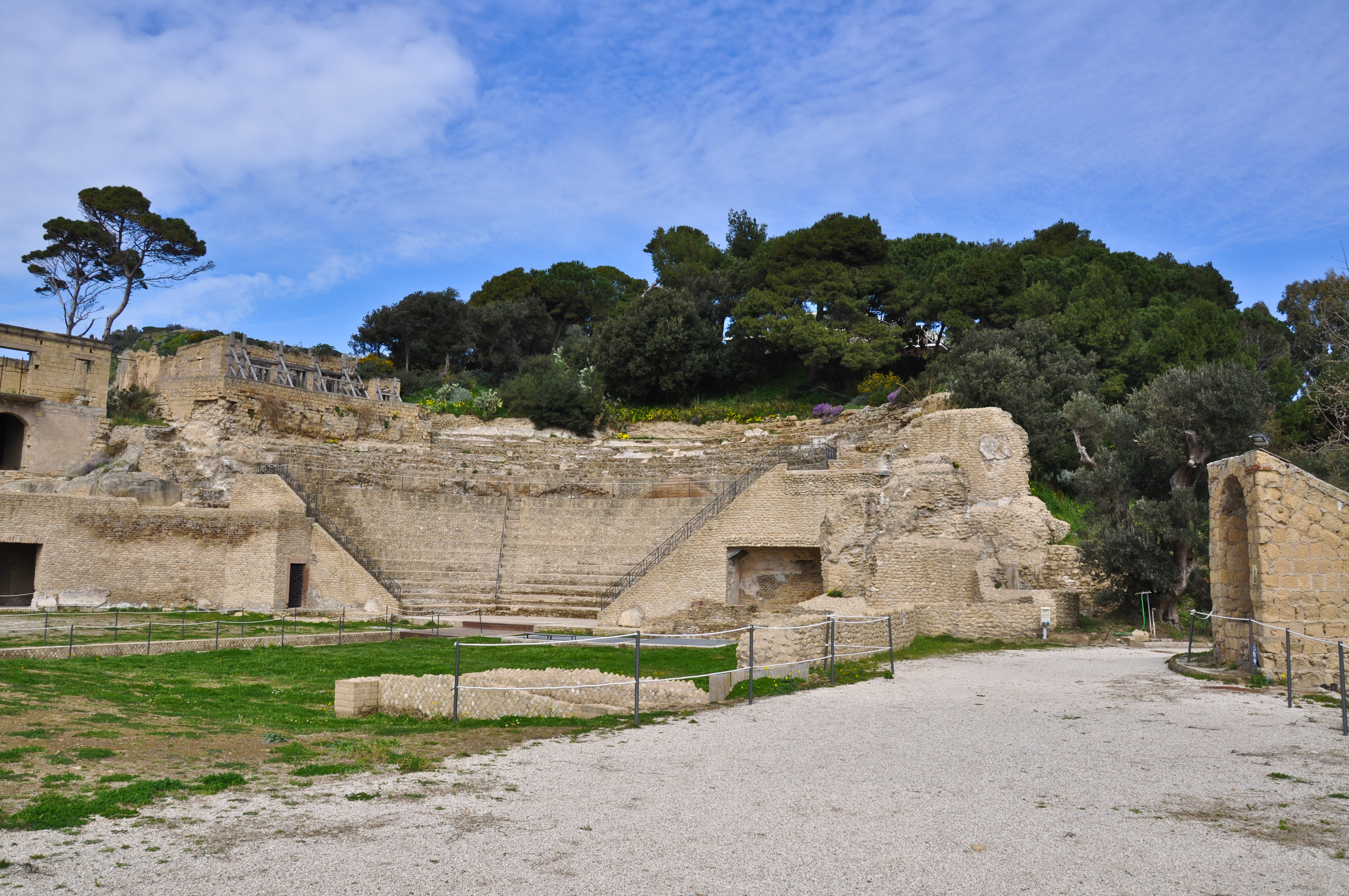
El teatro.

A través de la imponente Gruta de Sejano se accede al complejo arqueológico-ambiental que incluye parte de los antiguos vestigios de la Villa Imperial del Pausilypon.
Aquí es posible admirar las ruinas del teatro, con capacidad para 2000 espectadores, del odeón y de algunas salas representativas de la villa (todavía son visibles rastros de las decoraciones murales), cuyas estructuras marítimas hoy forman parte del adyacente Parque Sumergido de Gaiola, al que se asoman los miradores a pico sobre el mar.

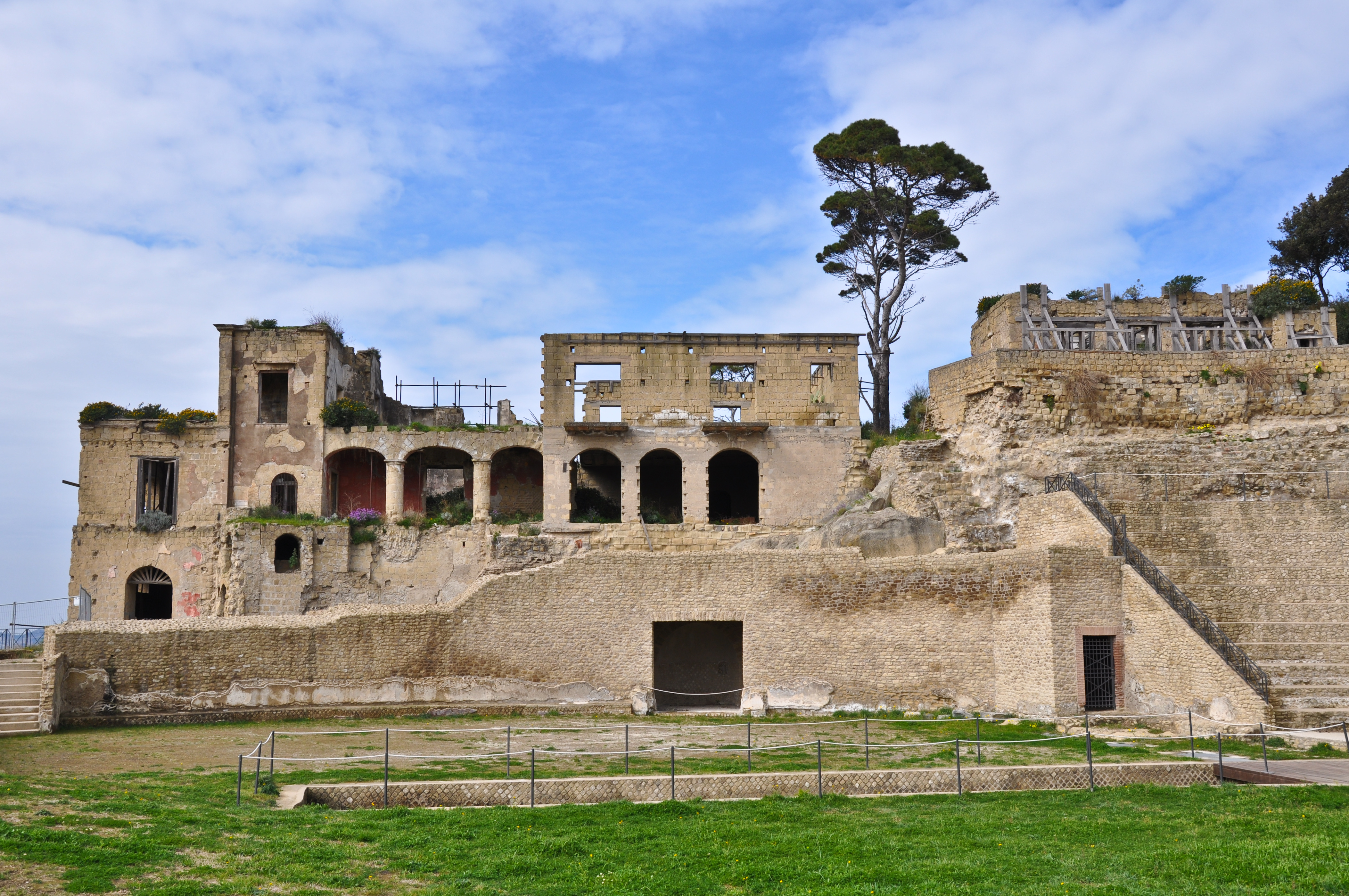
Villa Imperial.

La Villa Imperial, también conocida como "Villa de Polión", fue construida en el siglo I a. C. por el rico équite Publio Vedio Polión. A su muerte, que tuvo lugar en el año 15 a. C., la villa, gracias a su ubicación muy codiciada (por la mitad asomada al mar y con vistas a la restante parte de Nápoles, a la península sorrentina, al Vesubio y a la isla de Capri) se convirtió en residencia imperial de Augusto y de todos sus sucesores. En algunas partes de los vestigios se pueden ver los conductos revestidos de mortero hidráulico del acueducto, otra señal de la opulencia de sus propietarios.
El último habitante de la villa fue Adriano.

### El Palacio de los Espíritus

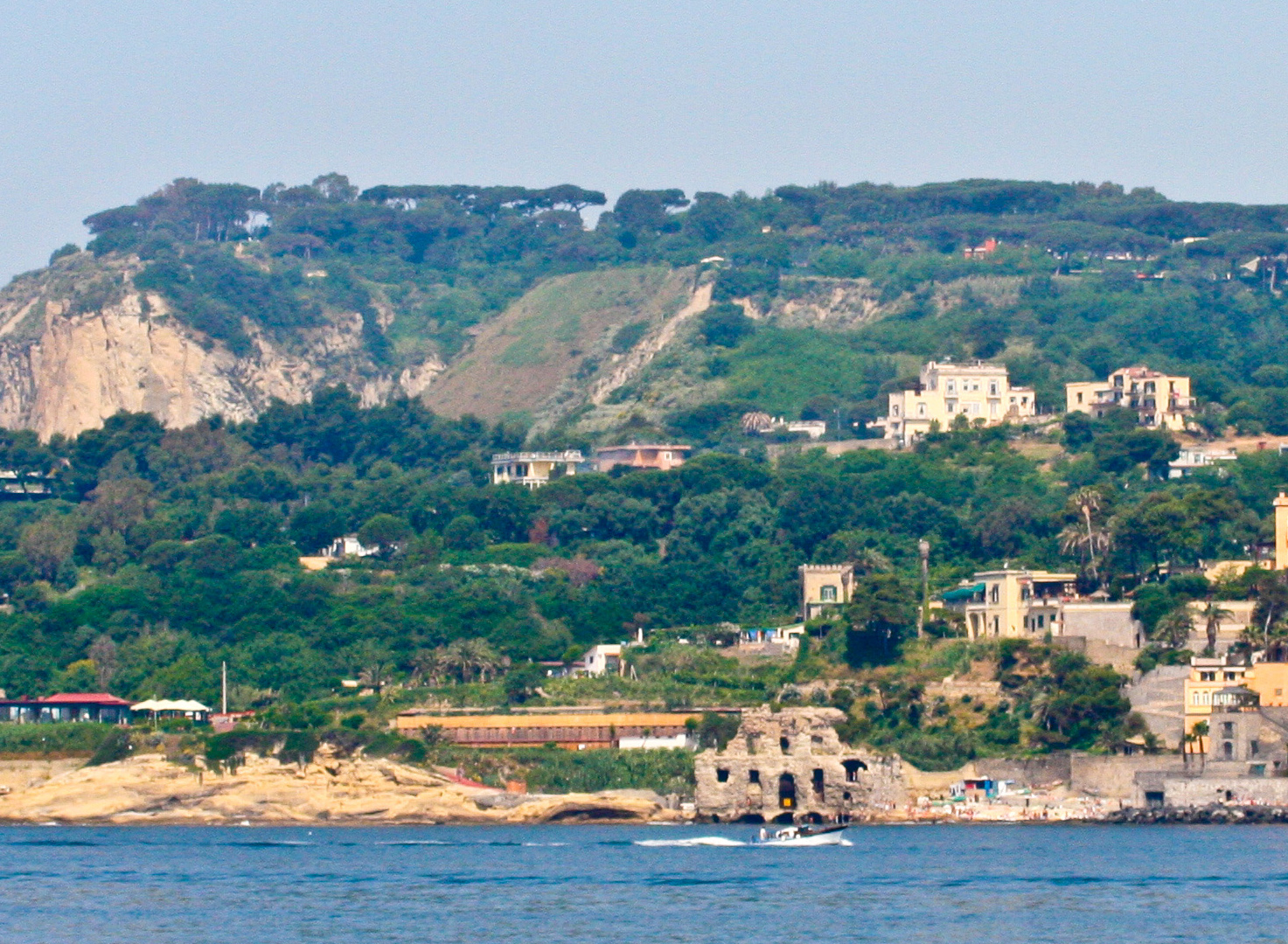
Palacio de los Espíritus visto desde el mar.

El Palacio de los Espíritus (también llamado "Villa de los Espíritus" o "Villarosa") es un complejo arqueológico ubicado en la costa de Posillipo, cerca de Marechiaro. Fue construido en el siglo I a. C. y perteneció a un ninfeo dependiente de la Villa Imperial de Pausilypon.
Hay una hipótesis según la cual se trata de un murenario, es decir una instalación empleada para la cría de morenas, peces anguilliformes consideradas un manjar, aún presentes a finales de los años 1980. Actualmente los tanques están sumergidos debido al aumento del nivel del agua a través de los siglos, pero todavía es posible verlos claramente.

### El Parque Sumergido de Gaiola
Las excursiones por el mar permiten ver los vestigios de la Villa Imperial sumergidos y el variado entorno natural marino-costero. En 2002, el Parque fue declarado área marina protegida.